# Medresa Reis Ibrahim ef. Maglajlić
Medresa Reis Ibrahim ef. Maglajlić je odgojno-obrazovna institucija u Bosni i Hercegovini. Sjedište medrese je u Banjoj Luci.

## Povijest
Na prostoru Banjaluke je nekad djelovalo nekoliko medresa: Ferhat-pašina, Skopska, Šibića i Maglajlića (Fejzija), koja je posljednja zatvorena 1938. godine. Medrese su se zvale po imenima muderisa koji su u njima predavali. Fejzija medresa je nazvana Maglajlića medresa, po muderisu hfz. Ibrahim ef. Maglajliću. Nju je u osnivanju pomogao Ibrahim ef. Maglajlić nedugo nakon što se po okončanju islamskih teoloških i šerijatsko-pravnih studija 1888. godine vratio iz Istanbula u Bosnu. 
Kako je među Banjalučanima uvijek bilo velikih dobrotvora i onih koji su financijski podržavali razvoj kulturnog i vjerskog života u gradu, tako su se inicijativi gradnje objekta nove medrese pridružili mnogi društveno odgovorni građani, kako iz Banje Luke tako i njoj susjednih mjesta.
U tome se, između ostalih, sa značajnim učešćem isticao hadži Smail-beg Ibrahimbegović, čija je obitelj u godinama koje su dolazile redovno novcem pomagala rad i održavanje ove medrese.
Smještena na ušću rijeke Crkvene u Vrbas, bila je to građevina skromnih dimenzija, čija je gradnja osmišljena u orijentalno-osmanskom stilu. Od osnivanja proživjela je nekoliko građevinskih intervencija, a jednu takvu inicijativu financirala je supruga poznatog vakifa hadži Jusufa Šibića. Za prvog upravitelja Fejzija medrese izabran je Ibrahim ef. Maglajlić. 
Prozvana Maglajlićevom, jer je od osnivanja njen rad obilježen likom i djelom tog agilnog i neumornog prosvjetitelja, Fejzija medresa je djelovala još dvije godine nakon njegove smrti. Te 1938. godine i zvanično je prestala sa radom.
Godine 2019. došlo je inicijative za obnovu Maglajlića (Fejzije) medrese. Godine 2020. je upisana prva generacija učenika, koja je nazvana Zlatnom generacijom. Medresa se nalazi u Banjoj Luci, uz Gazanferiju džamiju, koja je izgrađena 1760. godine na desnoj obali rijeke Vrbas. Ispred džamije se nalazi i mezar hfz. Ibrahima ef. Maglajlića. 

## Vanjske povezice
- Medresa Reis Ibrahim ef. Maglajlić